# 달서중학교
달서중학교(達西中學校)는 대한민국 대구광역시 달성군 하빈면 감문리에 있는 사립 중학교이다.

## 학교 연혁
- 1967년 10월 10일 : 학교법인 달성학원 설립 인가
- 1967년 10월 10일 : 이재원 이사장 취임
- 1967년 10월 27일 : 달서중학교 설립 인가(6학급)
- 1967년 10월 27일 : 초대 이재원 교장 취임
- 1968년 3월 1일 : 달서중학교 개교
- 2008년 9월 22일 : 급식소 신축
- 2013년 2월 15일 : 이순금 이사장 취임
- 2016년 11월 2일 : '인성의 숲길' 개통식
- 2018년 5월 11일 : 다목적교실 모니카관 준공
- 2020년 9월 20일 : 운동장 인조잔디 및 우레탄트랙 조성
- 2022년 2월 11일 : 제52회 졸업식(총 졸업생 3,371명)
- 2022년 3월 1일 : 제14대 이대희 교장 취임
- 2025년 3월 1일 : 김현지 교장 직무대리 취임

## 참고 자료
- 달서중학교 - 한국교육학술정보원 학교알리미